# Jordanovo
Jordanovo of Yordanovo (Bulgaars: Йорданово, Turks: Çatalca) is een dorp in de Bulgaarse oblast Silistra. Het dorp ligt niet ver van de stad Silistra - de afstand is hemelsbreed ongeveer 18 km. De afstand naar Sofia is hemelsbreed ruim 337 km. 

## Bevolking
Op 31 december 2020 telde Jordanovo naar schatting 653 inwoners. Dit waren 43 mensen meer (+7%) ten opzichte van 610 inwoners bij de laatste officiële census van 2011. De gemiddelde jaarlijkse bevolkingsgroei is positief en komt uit op 0,69% voor de periode 2011-2020. Het maximale aantal inwoners werd echter in 1946 bereikt: het dorp had toen nog 1.606 inwoners.
|  |

Van de 610 inwoners reageerden er 604 op de optionele volkstelling van februari 2011, terwijl van 6 inwoners de etnische gegevens ontbreken. Van deze 604 respondenten identificeerden 297 zich met de ‘Turkse etniciteit’, oftewel 48,68% van de totale bevolking en 49,17% van alle ondervraagden. Daarnaast identificeerden 264 ondervraagden zichzelf als etnische “Roma”, hetgeen tussen de 43,27% en 43,71% is. De overige ondervraagden identificeerden zichzelf vooral als etnische Bulgaren (42 personen in totaal). Van één respondent is de etnische achtergrond onbekend.
| Etnische samenstelling van de respondenten (2011) | Etnische samenstelling van de respondenten (2011) | Etnische samenstelling van de respondenten (2011) | Etnische samenstelling van de respondenten (2011) | Etnische samenstelling van de respondenten (2011) |
| ------------------------------------------------- | ------------------------------------------------- | ------------------------------------------------- | ------------------------------------------------- | ------------------------------------------------- |
|                                                   |                                                   |                                                   |                                                   |                                                   |
| Bulgaren                                          | Bulgaren                                          |                                                   | 6,95%                                             | 6,95%                                             |
| Turken                                            | Turken                                            |                                                   | 49,17%                                            | 49,17%                                            |
| Roma                                              | Roma                                              |                                                   | 43,71%                                            | 43,71%                                            |
| Anders/Onbekend                                   | Anders/Onbekend                                   |                                                   | 0,17%                                             | 0,17%                                             |

Ajdemir - Baboek - Balgarka - Bogorovo - Bradvari - Glavan - Jordanovo - Kalipetrovo - Kazimir - Polkovnik Lambrinovo - Popkralevo - Profesor Isjirkovo - Sarpovo - Smilets - Sratsimir - Srebarna - Tsenovitsj - Vetren